# Jonski kanal
Jonski kanali su proteini koji formiraju pore koje pomažu u uspostavljanju i kontroli naponskog gradijenta preko ćelijske membrane (vidi ćelijski potencijal) putem omogućavanja protoka jona niz njihov elektrohemijski gradijent. Oni su prisutni u membranama koje okružuju sve biološke ćelije. Studiranje jonskih kanala obuhvata mnoge naučne tehnike kao što su elektrofiziologija naponske spone (posebno slojna spona), imunohistohemija, i RT-PCR.

## Literatura
- Doyle DA, Morais Cabral J, Pfuetzner RA, Kuo A, Gulbis JM, Cohen SL, Chait BT, MacKinnon R (1998). „The structure of the potassium channel: molecular basis of K+ conduction and selectivity” (PDF). Science. 280 (5360): 69—77. Bibcode:1998Sci...280...69D. PMID 9525859. doi:10.1126/science.280.5360.69. Архивирано из оригинала (PDF) 26. 09. 2009. г. Приступљено 25. 04. 2012.
- Bezanilla F (2000). „The voltage sensor in voltage-dependent ion channels”. Physiol. Rev. 80 (2): 555—92. PMID 10747201. Архивирано из оригинала 02. 05. 2009. г. Приступљено 25. 04. 2012.
- Singh H (2010). „Two decades with dimorphic Chloride Intracellular Channels (CLICs)”. Febs letters. 584 (10): 2112—21. PMID 20226783. doi:10.1016/j.febslet.2010.03.013.
- Catterall WA (2010). „Ion Channel Voltage Sensors: Structure, Function, and Pathophysiology”. Neuron. 67 (6): 915—928. PMC 2950829 . PMID 20869590. doi:10.1016/j.neuron.2010.08.021.
- Kathy Liszewski (15. 6. 2007). „Opening the Gates on Ion Channel Drugs”. Genetic Engineering & Biotechnology News. Mary Ann Liebert, Inc. стр. 18, 20. Архивирано из оригинала 13. 01. 2009. г. Приступљено 6. 7. 2008. „Conditions targeted include diabetes, cystic fibrosis, hypertension, pain and cancer”
- Shahidul, Islam (2011). Transient Receptor Potential Channels. Advances in Experimental Medicine and Biology. 704. Berlin: Springer. стр. 700. ISBN 978-94-007-0264-6.
- Hille, Bertil (2001). Ion Channels of Excitable Membranes (3rd изд.). Sunderland, Mass: Sinauer Associates.

## Spoljašnje veze
- „Voltage-Gated Ion Channels”. IUPHAR Database of Receptors and Ion Channels. International Union of Basic and Clinical Pharmacology. Архивирано из оригинала 25. 06. 2016. г.
- „TRIP Database”. a manually curated database of protein-protein interactions for mammalian TRP channels. Архивирано из оригинала 10. 08. 2016. г.
- AurSCOPE Ion Channels Database